# Le Secret de Charlie Chan
Pour plus de détails, voir Fiche technique et Distribution.
Le Secret de Charlie Chan (titre original : Charlie Chan's Secret) est un film américain réalisé par Gordon Wiles, sorti en 1936.
Dans ce film produit par la Compagnie Fox, l'acteur Warner Oland interprète pour la dixième fois le rôle du détective sino-américain Charlie Chan.

## Synopsis
Alan Colby, héritier d'une immense fortune, réapparaît après une absence de sept ans, mais il est assassiné avant de pouvoir réclamer son héritage. Les suspects ne manquent pas et Charlie Chan tente de découvrir le coupable.

## Fiche technique
- Titre original : Charlie Chan's Secret
- Réalisation : Gordon Wiles
- Scénario : Robert Ellis et Helen Logan, d'après l'œuvre d'Earl Derr Biggers
- Photographie : Rudolph Maté
- Montage : Nick DeMaggio
- Musique : Samuel Kaylin (en)
- Direction artistique : Duncan Cramer (en), Albert Hogsett
- Costumes : Helen Myron
- Producteur exécutif : Sol M. Wurtzel
- Société de production : Fox Film Corporation
- Pays d'origine :  États-Unis
- Langue : anglais
- Format : Noir et blanc — 35 mm — 1,37:1 — Son : Mono
- Genre : Film policier
- Durée : 72 minutes (1 h 12)
- Dates de sortie : 
  -  États-Unis : 10 janvier 1936

## Distribution
- Warner Oland : Charlie Chan
- Rosina Lawrence : Alice Lowell
- Charles Quigley: Dick Williams
- Henrietta Crosman : Henrietta Lowell
- Edward Trevor : Fred Gage
- Astrid Allwyn : Janice Gage
- Herbert Mundin : Baxter
- Jonathan Hale : Warren T. Phelps
- Egon Brecher : Ulrich
- Gloria Roy : Carlotta
- Ivan Miller : Morton
- Arthur Edmund Carewe : Professeur Bowen
- Francis Ford : capitaine du bateau (non crédité)

## Galerie

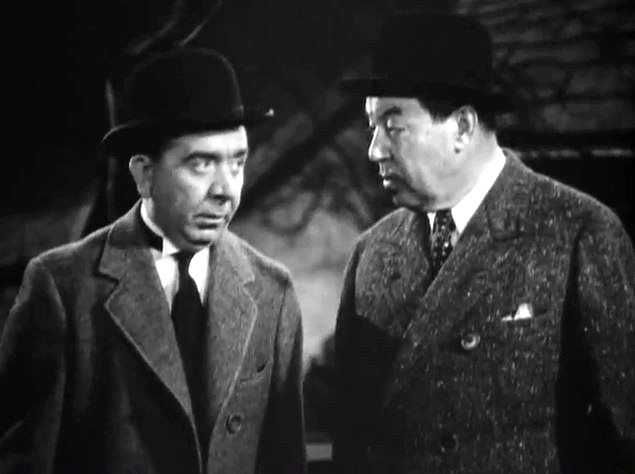
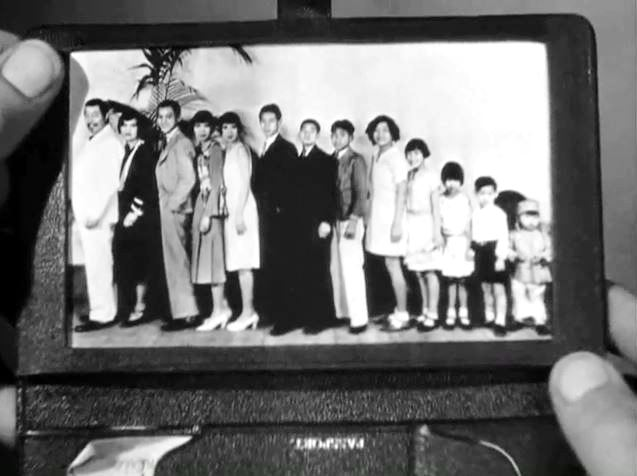
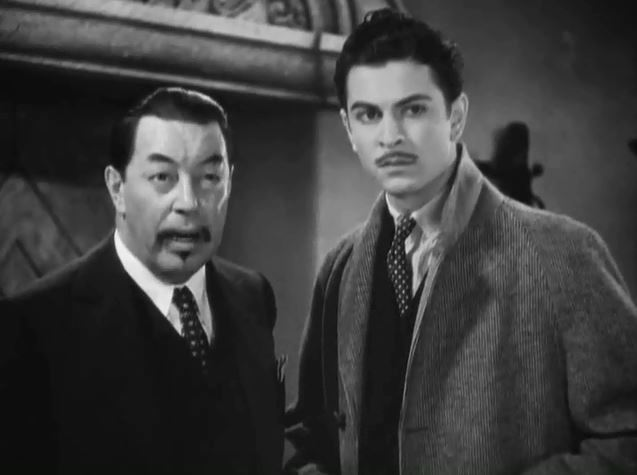
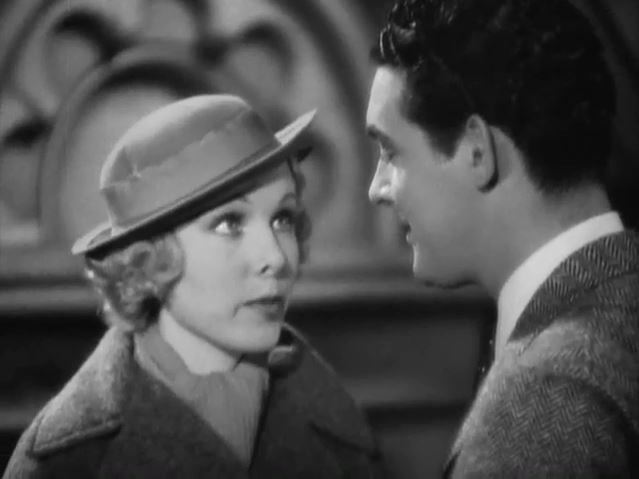
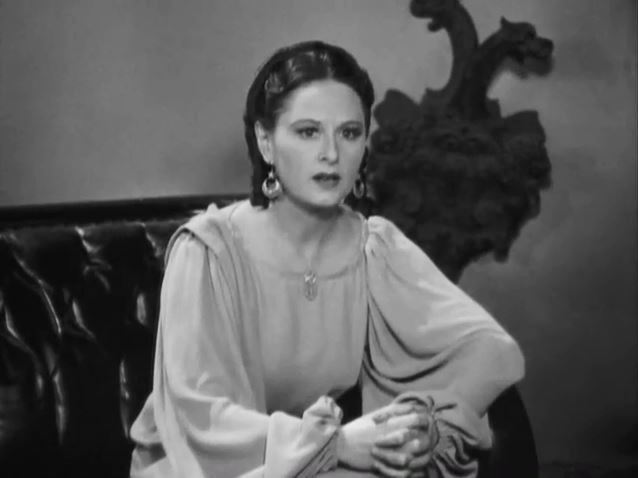
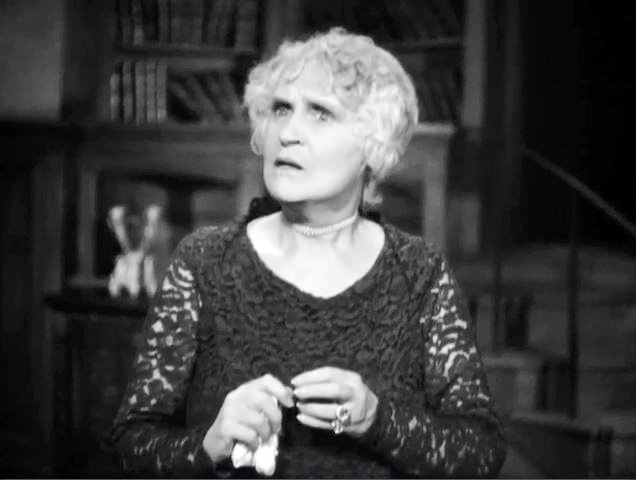
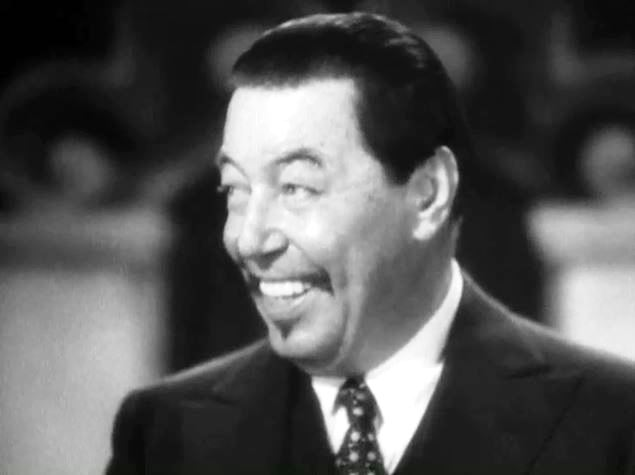